# 五斑跃蛛
五斑跃蛛（学名：Sitticus penicillatus）为跳蛛科跃蛛属的动物。分布于古北区以及中国大陆的吉林、甘肃、北京、河南、安徽、湖南、贵州、云南、广东等地。